# Yaygınkonak, Çüngüş
Yaygınkonak là một xã thuộc huyện Çüngüş, tỉnh Diyarbakır, Thổ Nhĩ Kỳ. Dân số thời điểm năm 2008 là 281 người.